# Campionato mondiale di hockey su ghiaccio - Terza Divisione 2006
Il Campionato mondiale di hockey su ghiaccio - Terza Divisione 2006 è stato un torneo di hockey su ghiaccio organizzato dall'International Ice Hockey Federation. Il torneo si è disputato fra il 24 e il 29 aprile 2006. Le cinque squadre partecipanti sono state riunite in un unico gruppo. Le partite si sono svolte a Reykjavík, in Islanda. L'Islanda e la Turchia hanno concluso nelle prime due posizioni, garantendosi la partecipazione al Campionato mondiale di hockey su ghiaccio - Seconda Divisione 2007.

## Partecipanti
| Nazionale   | Qualificazione                                                            |
| ----------- | ------------------------------------------------------------------------- |
| Turchia     | Sesta e retrocessa dalla Seconda Divisione - Gruppo A del 2005.           |
| Islanda     | Ospitante, sesta e retrocessa dalla Seconda Divisione - Gruppo B del 2005 |
| Lussemburgo | Terzo nella Terza Divisione del 2005.                                     |
| Irlanda     | Quarta nella Terza Divisione del 2005.                                    |
| Armenia     | Quinta nella Terza Divisione del 2005.                                    |

## Incontri
| Reykjavík 24 aprile 2006, ore 16:00 | Armenia | 3 – 8 (0-2; 2-4; 1-2) referto | Turchia | Laugardalur Arena (205 spett.) |

| Reykjavík 24 aprile 2006, ore 20:00 | Lussemburgo | 2 – 5 (0-0; 2-2; 0-3) referto | Islanda | Laugardalur Arena (550 spett.) |

| Reykjavík 25 aprile 2006, ore 20:00 | Irlanda | 0 – 6 (0-3; 0-3; 0-0) referto | Armenia | Laugardalur Arena (239 spett.) |

| Reykjavík 26 aprile 2006, ore 16:30 | Turchia | 8 – 2 (1-0; 3-1; 4-1) referto | Lussemburgo | Laugardalur Arena (189 spett.) |

| Reykjavík 26 aprile 2006, ore 20:00 | Islanda | 8 – 0 (0-0; 3-0; 5-0) referto | Irlanda | Laugardalur Arena (820 spett.) |

| Reykjavík 27 aprile 2006, ore 20:00 | Armenia | 4 – 5 (2-0; 0-2; 2-3) referto | Islanda | Laugardalur Arena (674 spett.) |

| Reykjavík 28 aprile 2006, ore 16:30 | Lussemburgo | 6 – 10 (4-1; 1-8; 1-1) referto | Armenia | Laugardalur Arena (297 spett.) |

| Reykjavík 28 aprile 2006, ore 20:00 | Turchia | 2 – 2 (1-0; 0-1; 1-1) referto | Irlanda | Laugardalur Arena (356 spett.) |

| Reykjavík 29 aprile 2006, ore 16:30 | Irlanda | 3 – 1 (2-0; 0-1; 1-0) referto | Lussemburgo | Laugardalur Arena (179 spett.) |

| Reykjavík 29 aprile 2006, ore 20:00 | Islanda | 9 – 0 (1-0; 6-0; 2-0) referto | Turchia | Laugardalur Arena (978 spett.) |

## Classifica
| Pos. |             | PG | V | N | P | GF | GS | DR  | Pt |
| 1.   | Islanda     | 4  | 4 | 0 | 0 | 27 | 6  | +21 | 8  |
| 2.   | Turchia     | 4  | 2 | 1 | 1 | 18 | 16 | +2  | 5  |
| 3.   | Armenia     | 4  | 2 | 0 | 2 | 23 | 19 | +4  | 4  |
| 4.   | Irlanda     | 4  | 1 | 2 | 2 | 5  | 17 | -12 | 3  |
| 5.   | Lussemburgo | 4  | 0 | 0 | 4 | 11 | 26 | -15 | 0  |

## Classifica marcatori
| Giocatore             | PG | G  | A  | Pt | +/- | MP |
| --------------------- | -- | -- | -- | -- | --- | -- |
| Sam Cengiz Ciplak     | 4  | 11 | 3  | 14 | +5  | 47 |
| Gevork Kandakharyan   | 4  | 7  | 7  | 14 | +3  | 0  |
| Emil Allengard        | 4  | 2  | 11 | 13 | +6  | 35 |
| Manuk Balyan          | 4  | 7  | 2  | 9  | +1  | 2  |
| Erdogan Coskun        | 4  | 3  | 6  | 9  | +3  | 2  |
| Robert Beran          | 4  | 5  | 3  | 8  | 0   | 6  |
| Runar Freyr Runarsson | 4  | 4  | 4  | 8  | +5  | 0  |
| Gauti Thormodsson     | 4  | 3  | 5  | 8  | +6  | 4  |
| Ingvar Thor Jonsson   | 4  | 4  | 2  | 6  | +8  | 2  |
| John Ghazanchyan      | 4  | 3  | 3  | 6  | +1  | 2  |

Fonte: IIHF.com

## Classifica portieri
| Giocatore            | Min    | TC  | GS | SO | MGS  | Sv%   |
| -------------------- | ------ | --- | -- | -- | ---- | ----- |
| Birgir Orn Sveinsson | 220:00 | 69  | 6  | 2  | 1.64 | 91.30 |
| Kevin Kelly          | 229:54 | 138 | 15 | 0  | 3.91 | 89.13 |
| Lavik Ghazaryan      | 240:00 | 142 | 19 | 1  | 4.75 | 86.62 |
| Michel Welter        | 209:00 | 150 | 21 | 0  | 6.03 | 86.00 |
| Cagil Uyar           | 198:48 | 63  | 9  | 0  | 2.90 | 85.71 |

Fonte: IIHF.com